# 215
Het jaar 215 is het 15e jaar in de 3e eeuw volgens de christelijke jaartelling.

## Gebeurtenissen

### Italië
- Keizer Caracalla voert de antoninianus in, de Romeinse munt heeft een zilvergehalte van ongeveer 50% en een waarde van 2 denarii. Dit om de devaluatie (waardedaling) tegen te gaan en de export te stimuleren in het Romeinse Keizerrijk.

### Egypte
- In Alexandrië richt het Romeinse leger een bloedbad aan onder de lokale bevolking. Dit vanwege een satire waarin Caracalla beschuldigd wordt van moord op zijn broer Publius Septimius Geta. Tienduizenden vooraanstaande burgers worden afgeslacht.

### Parthië
- Caracalla dreigt Parthië binnen te vallen, vanwege een conflict over een uitlevering van politieke vluchtelingen. Koning Vologases VI die zelf in een burgeroorlog is verwikkeld stemt toe in Caracalla's diplomatieke eisen en voorkomt een oorlog met Rome.

## Geboren
- 9 september - Lucius Domitius Aurelianus, keizer van het Romeinse Rijk (overleden 275)